# Vallée de Joux

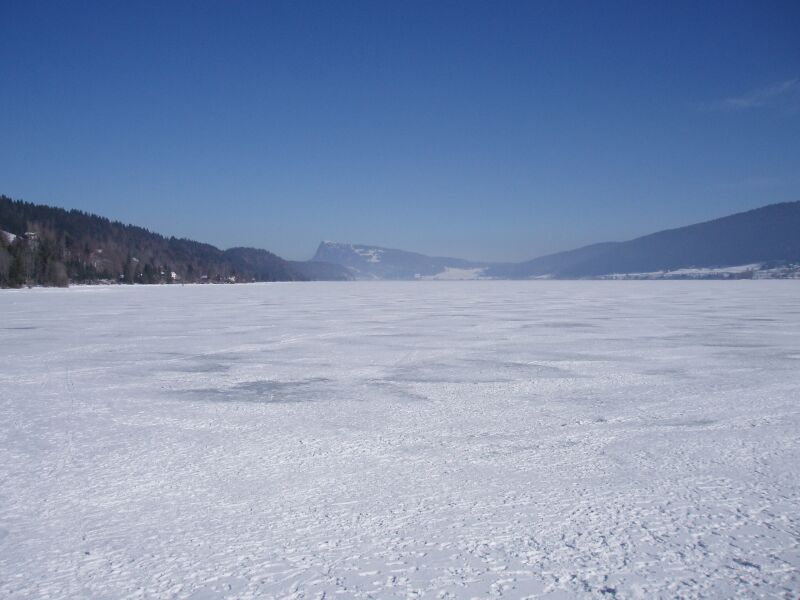
Blick auf den zugefrorenen Lac de Joux

Das Vallée de Joux ist ein völlig abgeschlossenes Hochtal im Schweizer Jura. Es liegt auf rund 1000 m ü. M., deckt sich etwa mit der Fläche des Bezirks La Vallée und gehört zum Kanton Waadt. Erstmals urkundlich erwähnt wird das Tal 1334 als valle lacus juriensis.

## Lage
Das Vallée de Joux erstreckt sich über eine Länge von rund 20 km in Südwest-Nordost-Richtung. Es besitzt einen meist 1 bis maximal 1,5 km breiten flachen Talboden, während das gesamte Talbecken (mit den angrenzenden Hängen) etwa 4 bis 5 km breit ist. Das Tal bildet eine Synklinale, die im Südosten durch die Falten (Antiklinalen) der Mont-Tendre-Kette, im Nordwesten durch diejenigen der Risoux-Kette flankiert wird. Der nordöstliche Talabschluss ist gekennzeichnet durch die Dent de Vaulion und die Hügelkette des Col du Mont d’Orzeires, die durch eine Blattverschiebung im System der Juraketten in ihre heutige Lage verschoben wurden. Im Südwesten gilt die schweizerisch-französische Staatsgrenze als willkürliche Abgrenzung; gelegentlich wird jedoch auch der oberste Teil des Einzugsgebietes der Orbe mit dem Lac des Rousses zum geographischen Raum des Vallée de Joux gezählt.

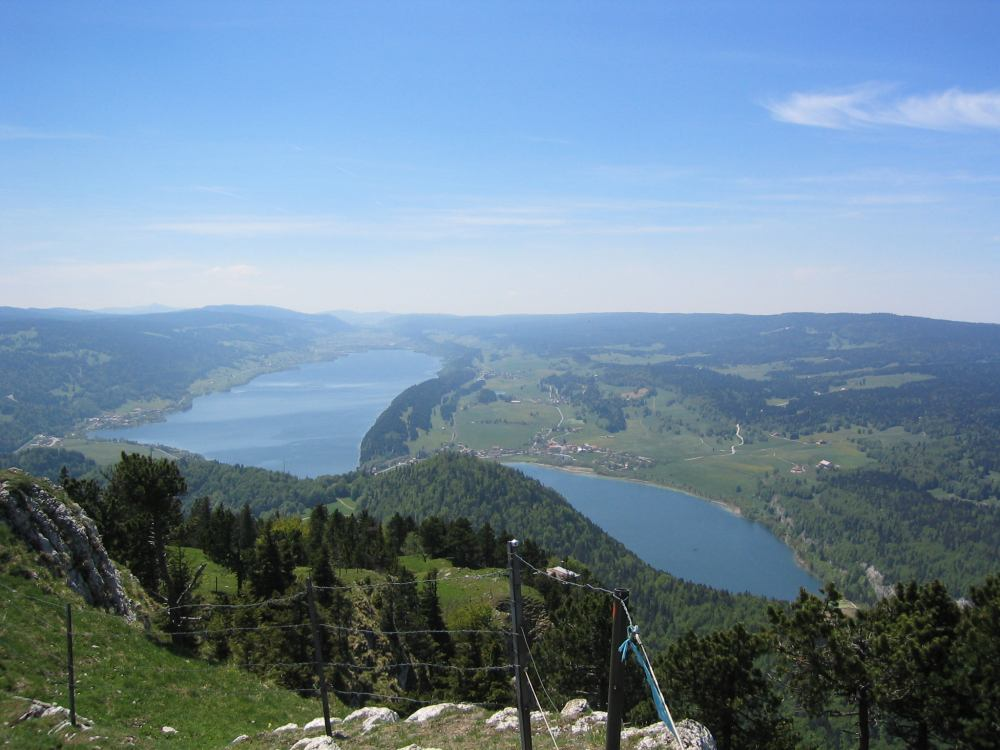
Lac de Joux und Lac Brenet

Das Hochtal wird von der Orbe durchflossen, die in der moorigen Niederung zahlreiche Mäander bildet. Der nordöstliche Teil des Tales wird vom Lac de Joux und vom Lac Brenet eingenommen. Ersterer ist der grösste See des Juras, der nur dadurch auf den porösen Kalkschichten entstehen konnte, weil eiszeitliche Juragletscher den gesamten Talboden durch Lehmablagerungen abgedichtet hatten. Damit wurde der Talboden bis auf wenige Stellen wasserundurchlässig, so dass sich der See und die angrenzenden Moorgebiete entwickeln konnten. Das Vallée de Joux besitzt keinen oberirdischen Abfluss, da das Wasser früher durch die Versickerungstrichter (Entonnoirs, siehe Ponor) in den Untergrund verschwand. Heute dienen der Lac de Joux und der Lac Brenet als Speicherbecken des Kraftwerks Vallorbe. Wesentlich kleiner als diese beiden Seen ist der Lac Ter, der sich in einer Senke zwischen der steil aufgestellten Kalkrippe Le Revers und der Risoux-Kette befindet.

## Klima
Aufgrund der Höhenlage zeichnet sich das Vallée de Joux durch ein raues Klima aus. In Le Sentier beträgt die mittlere Januar-Temperatur −4,2 °C, die mittlere Juli-Temperatur 13,7 °C. Die völlige Abgeschlossenheit der Talschaft – das Vallée de Joux ist bezogen auf seine Fläche (32,4 km²) und sein Volumen (1,13 km³) die grösste Senke ohne oberirdischen Abfluss in der Schweiz – ermöglicht in winterlichen Strahlungsnächten die Bildung eines ausgeprägten Kaltluftsees. Dies ist eine wesentliche Voraussetzung für das verhältnismässig rasche Zufrieren des Lac de Joux. Am 31. Januar 1888 wurde eine Temperatur von −41 °C registriert. Im Tal beläuft sich die mittlere jährliche Niederschlagsmenge auf ungefähr 1600 mm, während auf den umliegenden Höhen deutlich mehr als 2000 mm erreicht werden.

## Bevölkerung
Rund 6200 Menschen lebten Ende des Jahres 2004 im Vallée de Joux. In den letzten 35 Jahren hat die Bevölkerungszahl durch Abwanderung deutlich abgenommen. 1970 waren noch 7700 Einwohner gezählt worden. Die Talschaft ist in die drei Gemeinden Le Chenit, L’Abbaye und Le Lieu aufgeteilt, die sich wiederum aus zahlreichen verschiedenen Strassensiedlungen zusammensetzen. Die wichtigsten Ortschaften sind Le Sentier und Le Brassus (Gemeinde Le Chenit) sowie Le Pont (Gemeinde L’Abbaye) am Nordostufer des Lac de Joux.

## Wirtschaft
Infolge des rauen Klimas wurde im Hochtal stets extensive Landwirtschaft und Fischfang betrieben. Schon im 15. Jahrhundert suchten sich die Talbewohner neue Verdienstmöglichkeiten, indem man die ausgedehnten Wälder nutzte, seit dem 16. Jahrhundert exportierte man Holz. Es entstanden erste Schmiede- und Hammerwerke und Sägereien. Besonders in Les Charbonnières wurde Holzkohle gebrannt, die ab dem 18. Jahrhundert nach Vallorbe gebracht wurde, um die dortige Industrie zu versorgen.
Neben der metallverarbeitenden Industrie erlebte zunächst die Herstellung von Holzgefässen, ab dem 18. Jahrhundert auch die Uhrenindustrie eine Blütezeit. Die Uhrmacherei wurde anfangs hauptsächlich als Heimarbeit verrichtet, später entstanden mehrere Uhrenfabriken. In der zweiten Hälfte des 19. Jahrhunderts entwickelte sich der Abbau von Eis im Lac de Joux zu einem wichtigen Geschäft. Auf die Initiative der Compagnie des glacières des lacs de Joux et Brenet geht der Bau der Eisenbahn von Vallorbe nach Le Pont zurück. Damit konnten die Produkte der Talschaft leichter wegtransportiert werden, und das Vallée de Joux wurde an das nationale Verkehrsnetz angeschlossen. Insbesondere während der beiden Weltkriege wurde in den Moorgebieten entlang der Orbe Torf gestochen.
Heute haben sich verschiedene Unternehmen des Vallée de Joux auf die Mikrotechnik und Feinmechanik spezialisiert. Von Bedeutung sind hochspezialisierte Zulieferbetriebe für die Uhrenindustrie (Herstellung von Luxusuhren, Edelsteinindustrie), darunter Audemars Piguet, Breguet, Jaeger-LeCoultre und Meylan. Daneben spielen auch heute noch die Sägereien und Holzverarbeitungsunternehmen eine wichtige Rolle.

## Verkehr
Erreichbar ist das Vallée de Joux auf der Strasse über Vallorbe und den Col du Mont d’Orzeires, über die Pässe Col du Mollendruz oder Col du Marchairuz sowie von Frankreich her durch das Vallée des Rousses. Am 31. Oktober 1886 wurde die Eisenbahnlinie Vallorbe–Le Pont in Betrieb genommen, die Pont–Brassus-Bahn (PBr) baute die Fortsetzung bis zur heutigen Endstation in Le Brassus, die am 21. August 1899 eingeweiht wurde.

## Tourismus
Mit dem Anschluss an den öffentlichen Verkehr entwickelte sich ab Ende des 19. Jahrhunderts der Tourismus, der jedoch erst ab den 1970er-Jahren einen grösseren Aufschwung erlebte. Das Vallée de Joux eignet sich sowohl für den Sommer- als auch für den Wintersport. Im Sommer ist der Lac de Joux ein Anziehungspunkt für sämtliche Wassersportarten, während die umliegenden, praktisch unberührten Jurahöhen zu ausgedehnten Wanderungen einladen. Im Winter eignet sich die Topographie des Tales und der Jurahöhen hervorragend für den Langlaufsport. Wenn der Lac de Joux zufriert, kann er zum Eislaufen oder bei Schneebedeckung ebenfalls auf Langlaufloipen genutzt werden. In Le Brassus, das ab 1924 eine Skisprungschanze besass, fanden internationale nordische Skiwettkämpfe statt. Hier gibt es auch mehrere Skilifte und Abfahrtspisten. In Le Sentier gibt es ein grosses Sportzentrum, ein Uhrenmuseum und eine Kunstgalerie.

## Geschichte
Wegen seiner Abgelegenheit wurde das Vallée de Joux, das zuvor eine undurchdringliche Wildnis bildete, vermutlich erst im 6. Jahrhundert begangen. Damals liess sich ein Eremit aus dem Benediktinerkloster Saint-Claude beim heutigen Dorf Le Lieu nieder. Bis zum 9. Jahrhundert war die Talschaft jedoch noch kaum besiedelt, erst danach wanderten Menschen ein, die überwiegend aus Südwesten kamen. Im Jahre 1126 wurde am Ostufer des Lac de Joux eine Prämonstratenserabtei gegründet. Die Mönche dieser Abtei nahmen die ersten grösseren Rodungen im Vallée de Joux vor und machten das Gebiet urbar.
Seit dem 12. Jahrhundert gehörte das Gebiet den Herren von La Sarraz, die es 1344 an Ludwig II. von Savoyen verkauften. Dieser teilte die Talschaft der Herrschaft Les Clées zu. Mit der Eroberung der Waadt durch Bern im Jahr 1536 kam das Vallée de Joux zunächst unter die Verwaltung der Landvogtei Yverdon. 1566 wurde es jedoch der Landvogtei Romainmôtier eingegliedert. Nach dem Zusammenbruch des Ancien Régime gehörte die Talschaft von 1798 bis 1803 während der Helvetik zum Kanton Léman, der anschliessend mit der Inkraftsetzung der Mediationsverfassung im Kanton Waadt aufging. In der Geschichte des 20. Jahrhunderts machte das Tal von sich reden, weil es Uhrenarbeiterinnen vor Ort waren, die die Idee zum Schweizer Frauenstreik von 1991 einbrachten, der sehr erfolgreich war.